# Prisión de la cartuja de Bereza
La Prisión de la cartuja de Bereza o Prisión de Bereza Kartuska (en bielorruso: Бяроза-Картузскі канцэнтрацыйны лагер) fue una prisión en la Segunda República de Polonia, con sede en Bereza Kartuska, una antigua cartuja en la provincia Polesie (hoy Biaroza en Bielorrusia). 
La prisión fue creada el 17 de junio de 1934 por una orden del presidente Ignacy Mościcki, se estableció como un campamento para detener a las personas que eran vistas por el Estado polaco como una "amenaza a la seguridad, la paz y el orden social". Podían permanecer detenidos sin cargos formales ni juicio durante tres meses (con la posibilidad de prolongar la detención por tiempo indefinido).
Inicialmente la mayoría de los detenidos eran opositores políticos del régimen de Sanacja, sobre todo comunistas, miembros de partidos de extrema derecha y los nacionalistas ucranianos y bielorrusos; a partir de octubre de 1937, los delincuentes "notorios" y financieros también fueron enviados al campamento.